# 白翎海燕
白翎海燕、白領海燕（學名：Pterodroma cervicalis），也稱為白頸海燕（英語：White-naped petrel），學術性的稱呼為：白領圓尾鸌；是一種存在於海島的鹱科動物。
於白翎海燕的非「養育和繁殖」的季節，可以在幅員廣大的太平洋絕大多數區域見證其翱翔的姿態。
目前僅知白翎海燕會在新西兰的克马德克群岛中的麥考利島以及澳大利亚的诺福克岛及菲利普岛繁殖並養育其後代。
牠們原本在拉烏爾島繁衍並養育其幼鳥，但目前已經不見蹤跡。
報告指出，那些在梅雷拉瓦島、瓦努阿图上繁衍的白翎海燕們與萬那杜海燕（學名：P. occulta）十分類似。萬那杜海燕被許多人認為是白翎海燕亞種（sub-species）。至於被國際自然保護聯盟列為易危的物種則為白翎海燕的「綜合種」（"combined" species）。

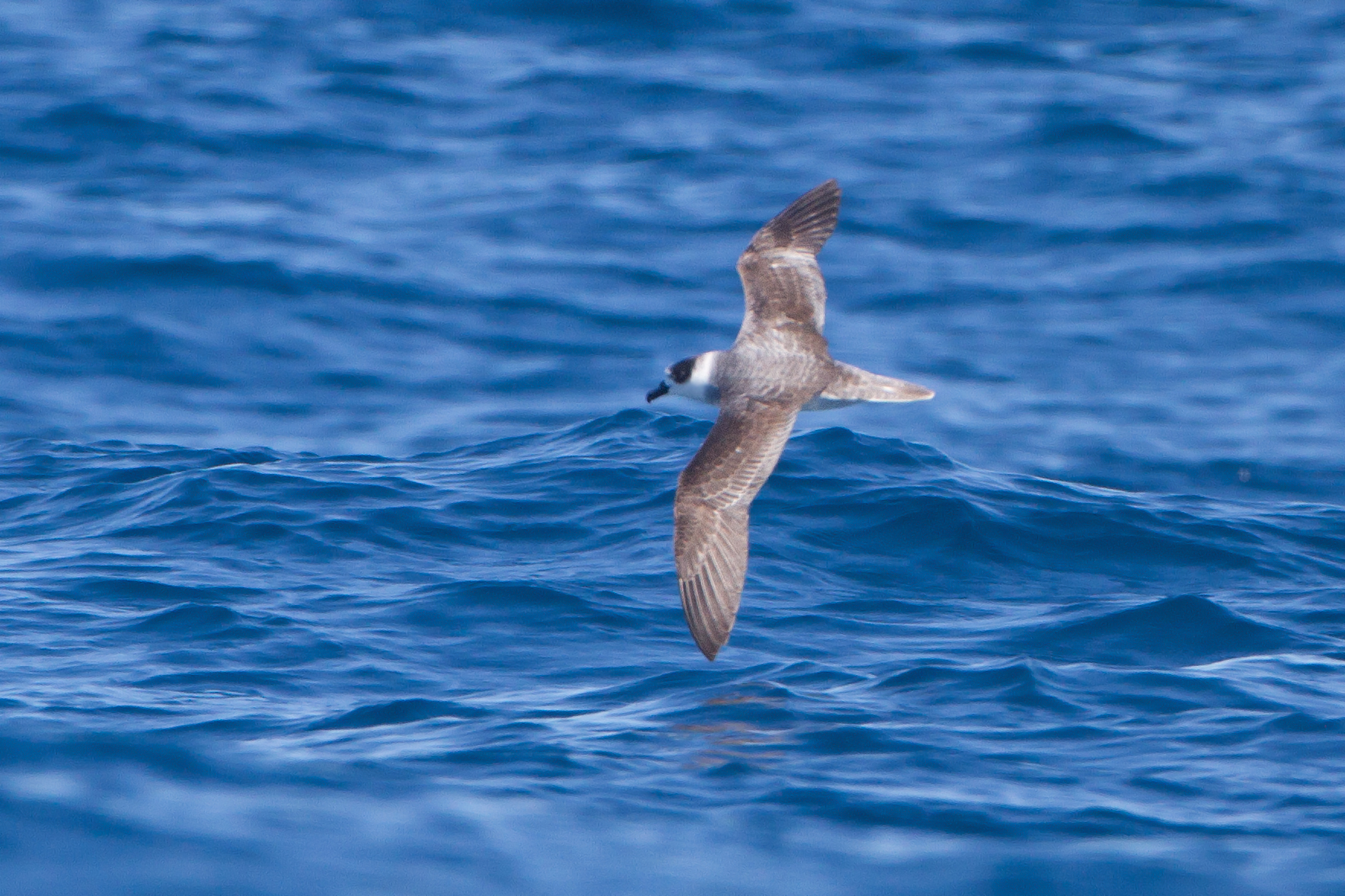
飛翔於澳大利亞塔斯曼半島東部的白翎海燕。

## 身形
白翎海燕神似萬那杜海燕，但白翎海燕長度約為43（17英寸），比萬那杜海燕稍大；翅膀幅度則為95—105（37—41英寸）；重量則約落在380—545克（13.4—19.2盎司）之間。
白翎海燕有一個黑色的鳥冠（cap）與潔白的頸部、深灰色的背部、翅膀和尾巴。臀部是深色的。
一般來說，人們很難在一群飛翔的萬那杜海燕中辨識出白翎海燕。

## 生態
白領海燕是太平洋西南方的公海上唯一一種鹱科海鳥。
對白翎海燕來說，飛行是一件不需付出努力就能達成的事，只需拍動翅膀幾下，就能輕鬆飛行。同時，白翎海燕有自己飛行的方向，不會跟著在海面上航行的船隻。
白翎海燕順風而行，並在海面上捕食魚類及魷魚/槍烏賊。
白翎海燕的自然棲息地為亞熱帶或熱帶季節性潮濕或「潮濕低地草原（flooded lowland grassland）（應養育需要）」和外海（應覓食需要）。然而白翎海燕的棲息地，特別是應養育需要的棲息地，正受到來自棲息地破壞的威脅。

## 外部連結
- 社團法人台灣野鳥協會
- 中華鳥會
- BirdLife species factsheet （页面存档备份，存于） （英文）